# Зальцах
За́льцах — (нем. Salzach, в древности Juvavus) — самый крупный приток Инна, основная река австрийской земли Зальцбург, протекает по Австрии и Германии. Длина реки — 220 км. Площадь водосборного бассейна — 6700 км².
Начинается в Кицбюэльских Альпах, около Кримля. Течёт сначала в восточном направлении до посёлка Шварцах-им-Понгау, затем поворачивает на север и протекает через города Халлайн и Зальцбург. На протяжении почти 70 км образует границу между Германией (Баварией) и Австрией.
Один из притоков — река Кримлер-Ахе, на ней расположен каскад водопадов Кримль.
На Зальцахе стоят такие города как Зальцбург, Фрайлассинг, Лауфен (Зальцах), Титмонинг и Бургхаузен. Впадает в Инн около Браунау-ам-Инна.